# ウィンター (ラマ)
ウィンター（Winter, 2015年または2016年生まれ）は、ベルギーのヘント近郊の研究牧場で育てられているメスのラマである。ウィンターは、SARS-CoV-2（新型コロナウイルス）についての研究で非常に重要な役割を果たしたことで有名となった。
テキサス大学オースティン校の構造ウイルス学者ジェーソン・マクレナンと大学院生のダニエル・ラップは2016年、当時生後9ヶ月だったウィンターに、安定化したSARSコロナウイルスとMERSコロナウイルスのスパイクタンパク質を注入する実験を行った。それによって、ウィンターがコロナウイルスに対する抗体、またはそれより小さなナノボディを生産するのを期待してのことである。この実験によって彼らは「全てのコロナウイルスを中和できるような単一の抗体を単離する」ことを目指していた。
ラマを含むラクダ科の動物は、ヒトなどが生産するものよりもサイズの小さな抗体を生産する能力を持つ。また、ラマの抗体は遺伝的改変も容易である。これを利用して、ラマの産生する抗体から、ヒトの抗体の半分ほどのサイズでありながら安定した性質をもって抗体作用を発揮する、ナノボディと呼ばれるタンパク質が生産されている。
SARS-CoV-2の遺伝子配列が2020年1月に発表された後、すぐに科学者たちが始めたのは、これまでにウィンターを使った研究で単離されたSARSコロナウイルスに対するナノボディの中から、SARS-CoV-2にも結合してそれを中和するものを探索することであった。そしてそのうちのひとつ、VHH72と呼ばれるナノボディが、SARS-CoV-2に対して有効であることが判明した。現在ではこのナノボディをCOVID-19に対する治療薬とする開発が進んでいる。このウィンターを用いた研究で、マクレナンとラップは2020年のゴールデン・グース賞（アメリカ合衆国政府からの資金提供によって行われた優れた基礎研究に対して授与される賞）を受賞している。
2021年時点でウィンターはベルギー・リンブルフ州のヘントにある、アーティストKoen Vanmechelenが運営する芸術文化施設LABIOMISTAで飼育されている。

## 関連資料
- “Belgian, U.S. scientists look to llama in search for COVID-19 treatment”. Reuters. (2020年5月5日)
- Alex Robinson (May 5, 2020), “Meet Winter, the Llama Who Might Just Save Us All From COVID-19”, Modern Farmer
- “Meet Winter, the 4-year-old llama whose blood might hold a treatment for COVID-19”. Canadian Broadcasting Corporation. (2020年5月11日)
- “COVID-19 Researchers Study Llama's Special Antibodies”. Morning Edition (NPR). (2020年5月19日)
- Dan Solomon (December 2, 2020), “How a Llama and a University of Texas Lab Led to the Most Promising COVID-19 Treatment Yet – Researchers Daniel Wrapp and Jason McLellan owe a scientific honor they won this week to a Belgian camelid named Winter.”, Texas Monthly
- Marissa Parra (2021年3月18日). “Llama Nanobodies Are At Center Of COVID-19 Treatment Study At Argonne National Laboratory”. Chicago: WBBM-TV
- Karin Brulliard and Carolyn Y. Johnson (2020年5月6日). “The urgent quest for a coronavirus treatment involves door-to-door blood collection and a llama named Winter”. The Washington Post
- Julie Mazziotta (May 7, 2020), “A Llama Named Winter May Hold the Key to a Coronavirus Treatment – New research found that Winter the llama has antibodies that can neutralize the COVID-19 virus”, People